# اکینی
اکینی (به لاتین: Akiéni) یک منطقهٔ مسکونی در گابن است که در Haut-Ogooué Province واقع شده‌است.